# آرژانتین در المپیک تابستانی ۱۹۶۸
آرژانتین در بازی‌های المپیک تابستانی ۱۹۶۸ که در شهر مکزیکو سیتی برگزار شد، کاروان آرژانتین با ۸۹ ورزشکار در این رقابت‌ها شرکت کرد و موفق به کسب ۲ مدال (۰ طلا، ۰ نقره، ۲ برنز) شد. در جدول رتبه‌بندی توزیع مدال‌ها، آرژانتین در ردهٔ ۴۱ مسابقات قرار گرفت.